# Jean Dinh Van
Jean Dinh Van, né le 11 septembre 1927 à Boulogne-Billancourt et mort le 3 juillet 2022 à Neuilly-sur-Seine, est un artisan joaillier français.
Considéré comme un des joailliers français les plus créatifs des années 1960 par la presse professionnelle, Jean Dinh Van a réveillé l'univers du bijou, encore dominé à l'époque par une tradition joaillère de parures, portées avec des tenues de grands couturiers pour des occasions exceptionnelles.

## Biographie

### Formation et débuts
Jean Dinh Van est né en 1927 à Boulogne-Billancourt. Son père, Vietnamien marié à une Bretonne, exerçait le métier d’artisan laqueur.
Jean étudie le dessin aux Arts décoratifs, puis entre en 1946 chez Cartier où pendant dix ans il apprend dans la grande tradition le métier d’artisan joaillier.

### Carrière

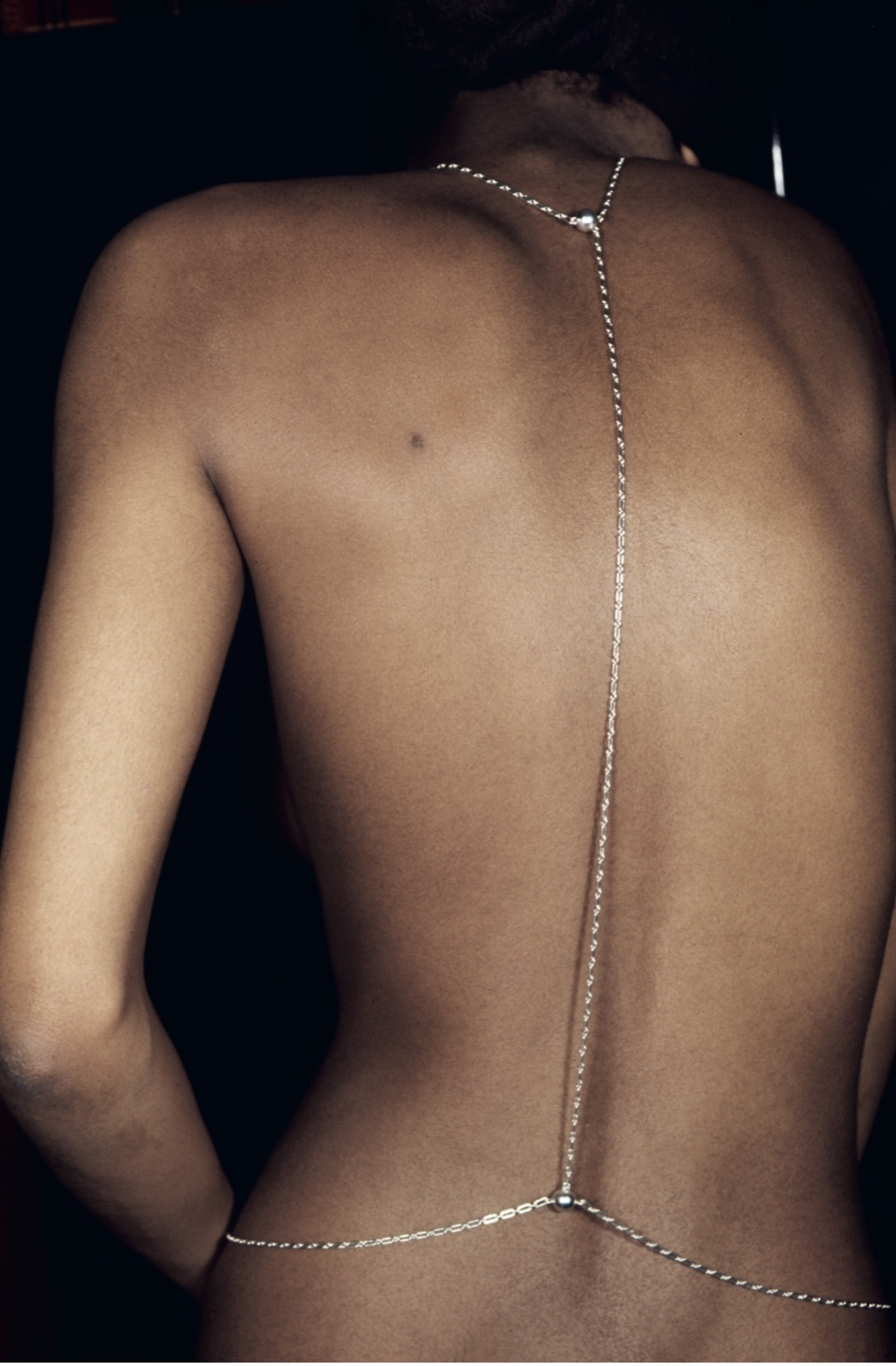
Chaîne de corps en argent réalisée en 1970 par Jean Garçon pour Jean Dinh Van.

En 1965, Jean Dinh Van ouvre son propre atelier de joaillerie place Gaillon (Paris, 2e arrondissement). Les thèmes stylistiques de ses bijoux le démarquent radicalement de l'univers traditionnel de la joaillerie.
En 1967, il crée avec Pierre Cardin la bague carrée 2 perles, maintenant exposée au Musée des arts décoratifs de Paris.
Dans son désir de bousculer les codes traditionnels de la joaillerie française, Jean Dinh Van choisit en 1967 de commercialiser ses créations non pas chez les bijoutiers, mais à la boutique cadeau du Drugstore Publicis,, lieu parisien mythique de l’époque.
En 1976, la première boutique Dinh Van ouvre à Paris, rue de la Paix.
Le monde de la mode s'entiche de sa ligne de bijoux « Les  menottes » qui symbolise, dans l'esprit des années 1970, l’amour, le lien, l’amitié.
Jean Dinh Van crée la collection « Lames de rasoir » en 1970.
Ami de beaucoup d'artistes, Jean Dinh Van leur donne la possibilité de créer des bijoux (Paco Rabanne, César, etc.). D'autres boutiques Dinh Van s'ouvrent à New York, Genève et Bruxelles.
En 1980, Jean Dinh Van crée avec le sculpteur César le fameux bijou en forme de sein.
En 1984, il expose pour la première fois en France les montres Swatch dans ses vitrines de sa boutique rue de la Paix.
En 1991, Jean Dinh Van crée un pendentif en or pur 24 carats inspiré des disques chinois en jade, Le Pi Chinois. Chaque Pi chinois martelé à la main est une pièce unique.
En dehors de sa collection, JDV faisait faire des pièces uniques qui donnaient à sa marque une charme supplémentaire !
Il y avait par exemple des bagues Solitaires en serti clos sur corps de bague en fil ovale avec des diamants d'une belle taille en commande pour la cliente.
Il avait une collection de Jades qui faisait monter en pendentif ou broche. Ces pièces sont montrées lors des somptueuses soirées organisée par le Comité de Vendôme dans les années 90 où les clients sur invitation déambulaient d'une boutique à l'autre pour voir ces merveilles des joailliers.
Amateur de polo, il arrivait qu'à l'atelier, on devait faire des prix pour les tournois. Sur un lapis-lazuli brut, il faisait monter un ensemble des maillets de polo en or jaune.
Il faisait faire des pièces pour des Concours Internationaux entre autres un pendentif nommé le Rayon Vert.
Sur plateau rond, moitié en or jaune, l'autre moitié en platine empierrée de diamants, il faisait poser au milieu du haut en bas un bâton en jade.
Après trente-trois ans d'activité, Jean Dinh Van cède en 1998 la marque Dinh Van et les boutiques Dinh Van à Éric Laporte et un groupe d'investisseurs, afin de retrouver du temps libre pour se consacrer à de nouveaux projets personnels. À la fin de sa carrière, vivant en Touraine, il crée des pièces uniques, redessine une chaise pliante de marque Chaisor, des bijoux en petite série pour sa marque Hanoï.
Il meurt le 3 juillet 2022 à Neuilly-sur-Seine.

## Citation
« En ce temps-là, la décoration, la couture et même la gastronomie avaient fait leur révolution, franchissant toutes un grand pas vers une certaine simplicité. La joaillerie, elle, en était encore à l'ère des bijoux travaillés comme au siècle dernier. Nous ressentions confusément que les femmes attendaient de nous des bijoux plus faciles à porter. Restait à les inventer. » Citation de Jean Dinh Van (1970).